# Двадцять років по тому (фільм, 1971)
«Двадцять років потому» — радянський телефільм-спектакль, поставлений режисером Юрієм Сергєєвим за однойменним романом Олександра Дюма на Центральному телебаченні СРСР в 1971 році.

## Сюжет
До сторіччя від дня смерті відомого французького письменника А. Дюма. За мотивами другої частини трилогії Олександра Дюма про королівських мушкетерів «Віконт де Бражелон».

## У ролях
- Армен Джигарханян —  Д'Артаньян
- Веніамін Смєхов —  Араміс
- Олег Стриженов —  Атос
- Роман Філіппов —  Портос
- Володимир Зельдін —  кардинал Мазаріні
- Тетяна Дороніна —  королева Анна Австрійська
- Руфіна Ніфонтова — герцогиня де Шеврез
- Ігор Старигін —  віконт де Бражелон
- Вадим Шульц —  юний Людовик
- Геннадій Карнович-Валуа —  Рошфор

## Знімальна група
- Режисер — Юрій Сергєєв
- Оператор — Володимир Полухін
- Композитор — Ігор Якушенко
- Художник — Лариса Мурашко